# Rio Baricello
Il Rio Baricello è un torrente di montagna sito nell'Appennino tosco emiliano in provincia di Bologna che scorrendo in direzione Nord-Nord-Est funge da confine tra i comuni di Lizzano in Belvedere e Alto Reno Terme. È il principale affluente del torrente Silla in cui confluisce a quota 540 presso la località Porchia di Lizzano in Belvedere, che a sua volta è un affluente del fiume Reno. La lunghezza del Baricello è di km 7,10 tuttavia secondo alcune carte  sarebbe di soli km 6,26. Di conseguenza quindi anche il suo dislivello totale sarebbe non definito.

## Controversia sulla lunghezza
Con riferimento alle mappe del Geoportale Emilia-Romagna, secondo lo strato geografico "bdtr_cache Archiviato il 5 febbraio 2017 in Internet Archive.", il Baricello avrebbe la sorgente a quota 1.525 m s.l.m. sul versante nord del monte Porta Franca (1549 m), ovvero a sud del Passo del Lupo nei pressi del piccolo ponte della strada forestale della Segavecchia. In tal modo il suo corso sarebbe di 7,10 km con un dislivello di 985 m.
Ma secondo lo strato geografico "DBTR2013_Ctr5 Archiviato il 5 febbraio 2017 in Internet Archive." del medesimo Geoportale (presumibilmente derivato dalle mappe catastali), i primi 840 metri del percorso sono attribuiti al Rio Bubiale, che confluendo col Rio Romisaglio (proveniente dal Rombicciaio) a quota 1291 m s.l.m. genera il Rio Baricello, attribuendogli così una lunghezza di soli 6,26 km pari ad un dislivello totale di 751 m.
Tuttavia lo strato cartografico aggiuntivo "archivi fluviali - 1:10.000 - edizione del 1988" sancisce la prima versione, cioè la sorgente sul Porta Franca a 1.525 con 7,10 km di sviluppo del corso d'acqua, cancellando così il toponimo del Rio Bubiale.

## Bacino idrografico

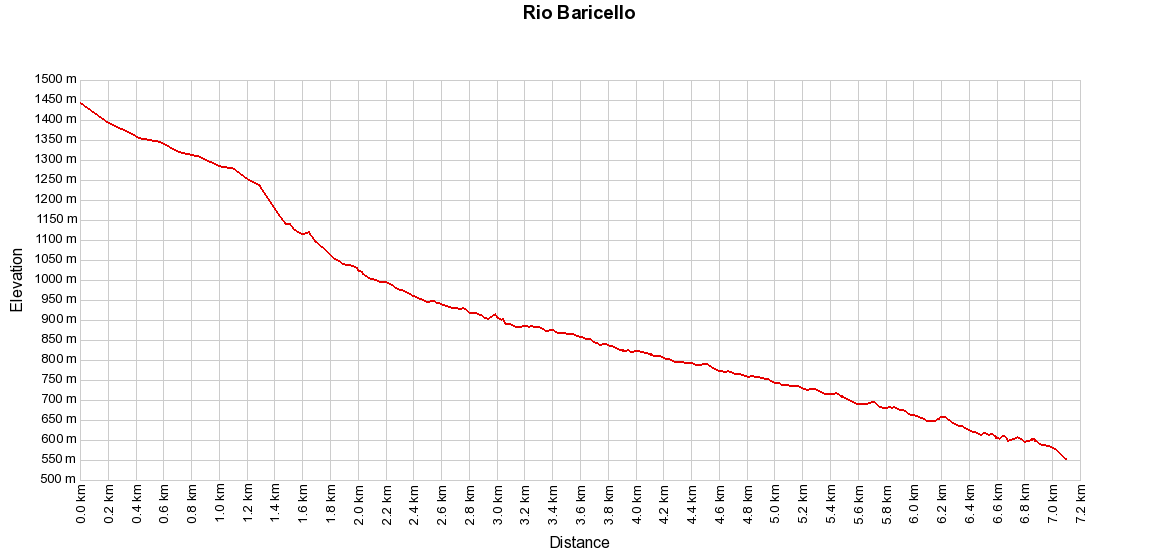
Profilo altimetrico indicativo del Rio Baricello. I piccoli tratti in salita e le inesattezze delle quote sorgente e confluenza sono dovuti agli errori di tolleranza delle rilevazioni satellitari, fonti dei dati altimetri DEM. La cascata dell'acqua Caduta si trova a circa 1,4 Km dalla sorgente

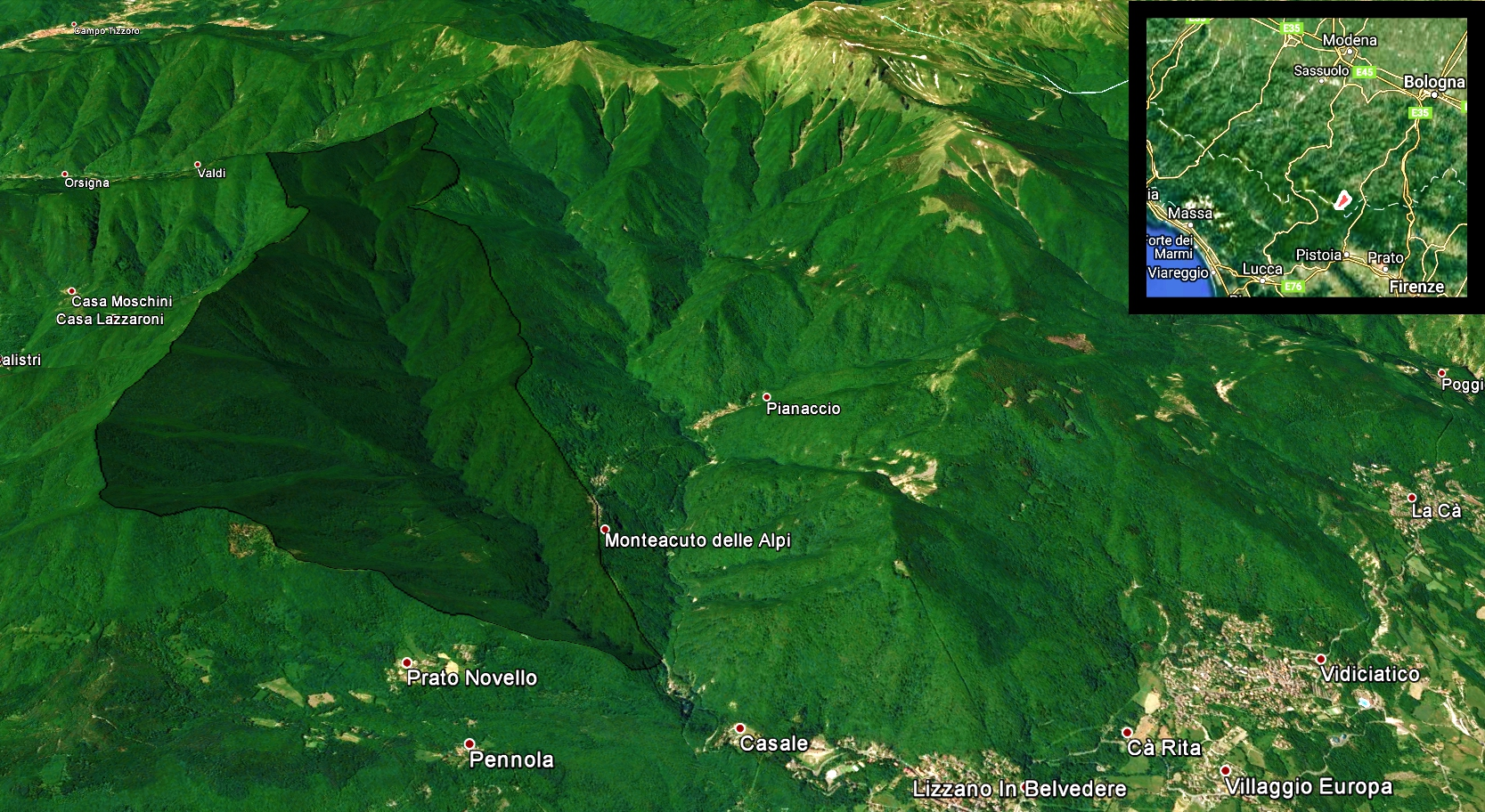
Il bacino del Baricello visto da nord verso sud

Il suo bacino idrografico, calcolato da chi scrive tramite le mappe del Geoportale Emilia Romagna e con l'integrazione dei rilevamenti satellitari tridimensionali di Google Earth, è di circa 15,8 Km² ed è del classico tipo torrentizio con forti differenze nella portata delle acque tra i periodi più caldi dell'anno e i periodi di forti piogge o di scioglimento delle nevi.
Partendo dal Monte Porta Franca, dalle cui pendici nascono le acque del Baricello, e procedendo verso ovest i suoi confini sono: Poggio Merizzone, Monte Orsigna, Rombicciaio, La Piantata, Pian dello Stellaio, Monte Toccacielo, Monte Pianaccetto, Monte Cavallo, Monte Tresca, Ca de Falchi. Procedendo dalla sorgente verso est invece, incontriamo: Passo del Lupo, Monte Bubiale, Passo di Donnamorta, Monte Cielvivo, La Caffa, Monteacuto delle Alpi..

## Caratteristiche

### Zone impervie e di difficile raggiungimento

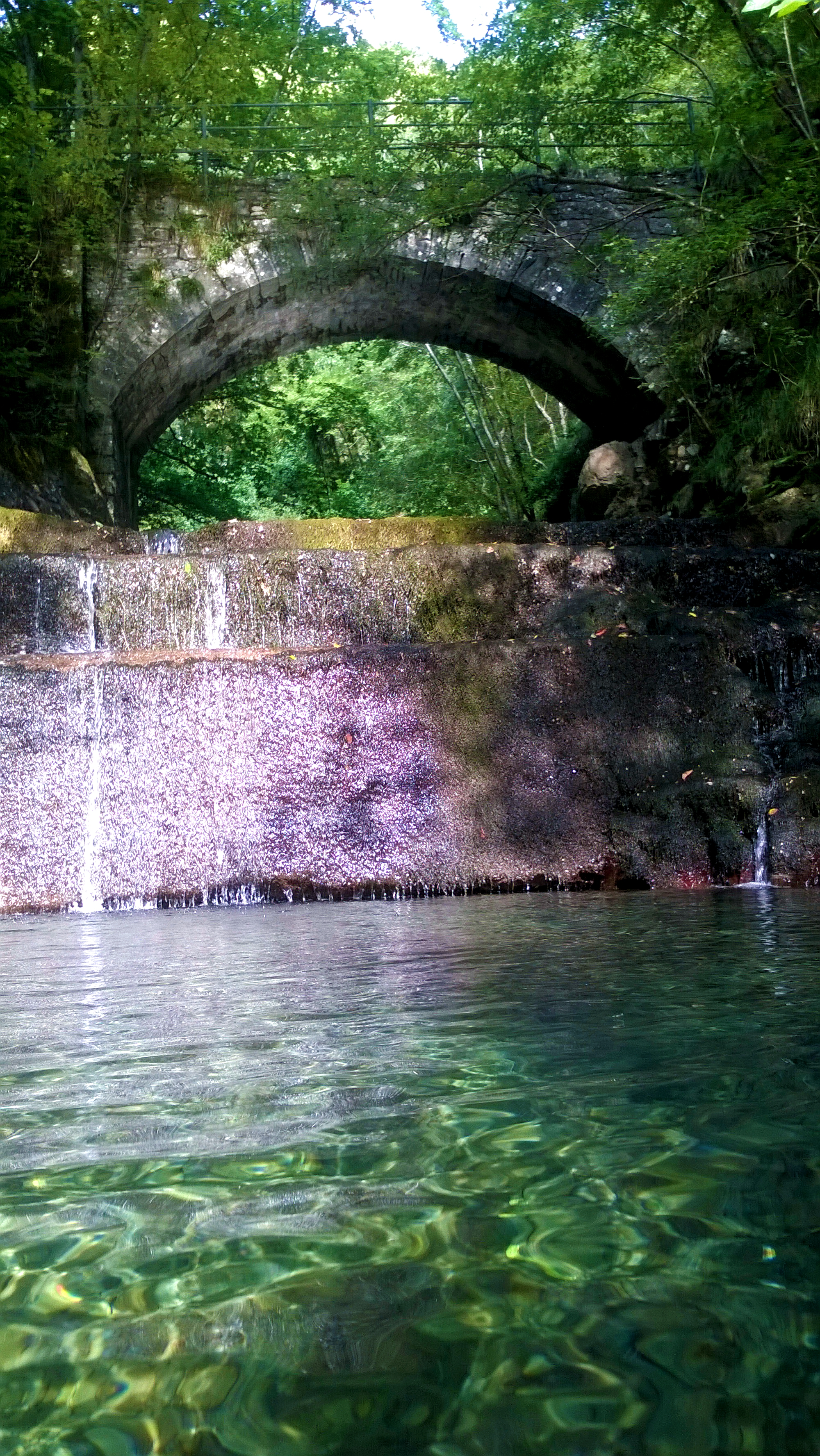
Il ponte del Mulino della Squaglia sotto la ex mulattiera, ora sentiero CAI 109

Le sue caratteristiche fisiche lo rendono praticamente unico nella zona: nonostante la lunghezza relativamente lunga per un rio di montagna, il suo corso si disloca tra le zone più impervie e più difficilmente esplorabili del bacino del Reno. I luoghi più vicini in cui raggiungere il Baricello con veicoli a motore sono in prossimità della sua confluenza nel torrente Silla in località Porchia di Lizzano in Belvedere (dove si deve procedere a piedi per circa 200 m) oppure in prossimità del Molino della Squaglia raggiungibile dopo una camminata di 650 m. dalla strada che conduce alla Madonna del Faggio. Tale punto è anche raggiungibile dal paese di Monteacuto delle Alp i tramite il sentiero CAI 109 in circa mezzora, in quanto è tutto in discesa sino al ponte del citato molino.

### La Cascata dell'Acqua Caduta e i Balzi dell'Inferno
Un'altra caratteristica che lascia senza fiato chi vi giunge per la prima volta è la zona in cui il Baricello scorre sotto i Balzi dell'Inferno (a circa 5,3 km dalla confluenza), una parete completamente verticale, addirittura con alcune sporgenze, presumibilmente alta 50-60 m che di fatto è il versante orientale del Monte Cielvivo in cui il rio ha scavato col tempo questo piccolo canyon. In prossimità di questo luogo, guardando dal sentiero CAI 109 verso monte del torrente, in taluni mesi dell'anno è possibile scorgere la Cascata dell'Acqua Caduta, che a causa della limitata portata delle acque estive, in tale stagione potrebbe non essere visibile. Trovandosi in uno dei luoghi più difficilmente raggiungibili, non ci sono dati esatti dell'altezza di questa cascata, ma da calcoli tramite triangolazione e rilievi cartografici condotti da chi scrive, si è potuto stimare l'altezza di tale cascata in circa 50-70 metri.

### Le vasche naturali
Risalendo il corso del Baricello sino al Mulino della Squaglia è possibile ammirare le numerose vasche naturali dove lo scorrere dell'acqua ha levigato le pareti in sasso dandogli una grossolana forma di piscina naturale. Naturalmente la minor portata d'acqua estiva riduce le dimensioni di tali pozze. In detta zona vi è un'altra singolarità: a seguito dell'ennesima frana a componente ghiaiosa che ha invaso il letto del fiume in modo granulare, per circa 100 metri l'acqua scorre sotto l'alveo facendola scomparire alla vista del visitatore.

### Inverno senza sole
Il problema delle frane rappresenta anche un grosso rischio per chi si avventasse lungo questo torrente nei mesi invernali, in quanto la valle è molto angusta e stretta, con versanti scoscesi e relativamente alti. Ne consegue che per diversi mesi autunnali / invernali il Baricello non vede direttamente i raggi del sole, facendo persistere una forte umidità permanente che sommandosi alle piogge e alle nevicate dà luogo appunto a frane e cadute di alberi.

### Acqua incontaminata
Essendo il suo corso praticamente vergine da insediamenti abitativi e/o turistici, e le sue acque molto correnti a causa dell'alveo scosceso e relativamente ripido, le sue acque possono considerarsi naturalmente "pure" al punto che chi scrive da molti decenni beve regolarmente la sua acqua senza avere mai avuto nessun problema di sorta. Ovviamente possono registrarsi rischi di animali morti che potrebbero localmente inquinare le acque, tuttavia il rischio, pur se concreto, è minimo. Per questo motivo tuttavia non è buona norma bere acque non ritenute potabili da società incaricate.

## Risorse naturali

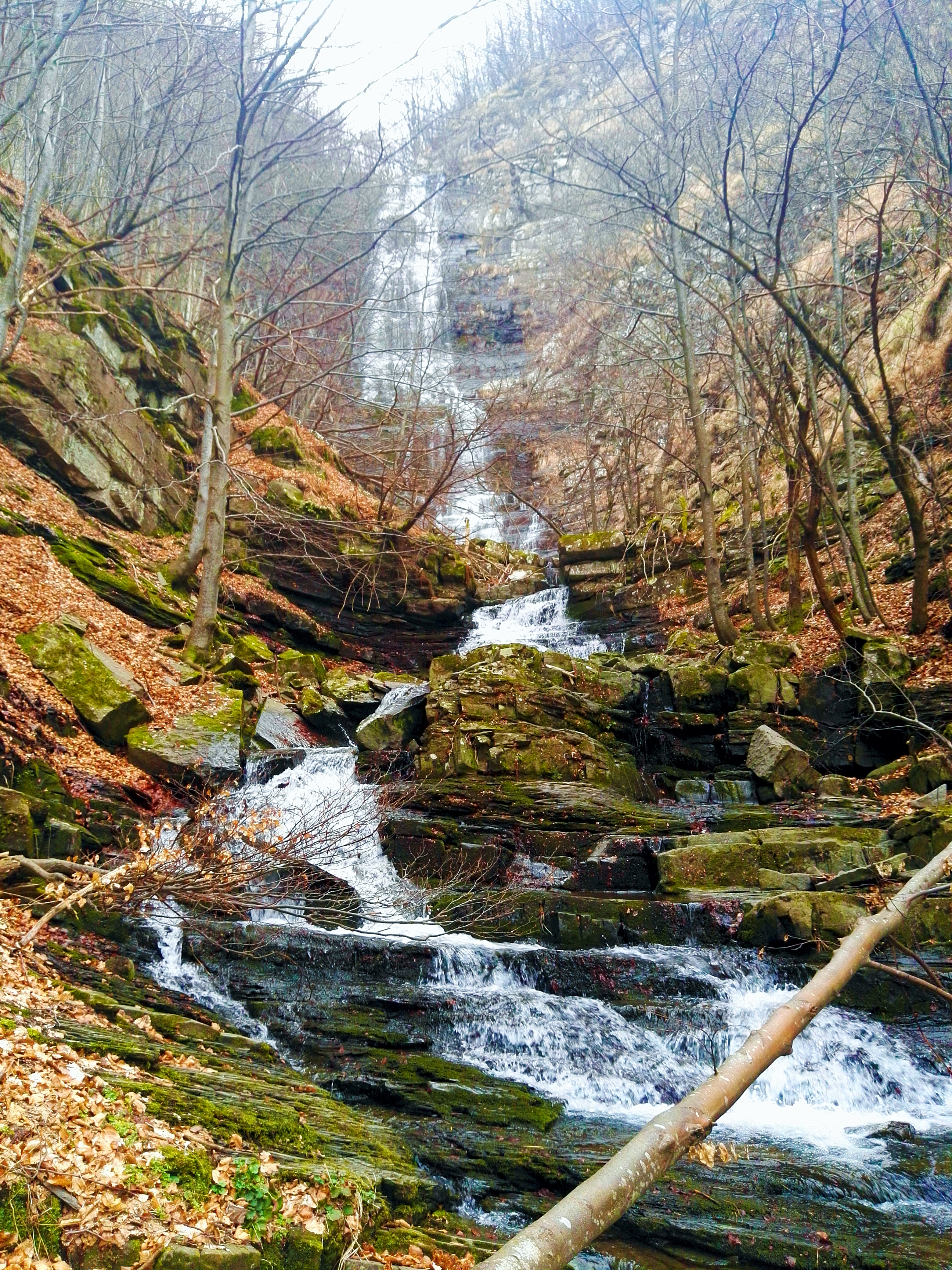
La cascata dell'Acqua Caduta (21.03.2017)

Il fiume offre la pesca della trota di montagna, pesce molto ambito dai pescatori più esperti e abili. Detta pesca è ovviamente regolamentata da norme e licenze. I pendii sono ricoperti di vegetazione tra cui spiccano i castani più a valle e i faggi più a monte. Nelle zone più a valle e nella giusta stagione è possibile trovare funghi, la cui raccolta, come tutti i generi di sottobosco, è riservati a chi è in possesso di regolare licenza comunale.